# Indesit
Az Indesit Company egy olasz multinacionális cég, Európa vezető háztartási készülék gyártója, a vállalat székhelye Fabriano.

## Cégtörténet
Az Indesit vállalat a Merloniból kiválva alakult meg: 1975-ben Merloni Elettrodomestici SpA-ként válik ismertté, a cég élén Vittorio Merloni áll.
A nyolcvanas években az olasz vállalatok külföldi készülékgyártók tulajdonába kerülésével a Merloni Househol, az ágazat első háztartási- belföldi gépgyártójává válik.
1981 után a vállalat válságos időszakot vészel át, ami egészen 1984-ig tart. Vittorio Merloni ekkor lesz a Confindustria elnöke és visszatér a cég élére. Cég bevételeinek és nyereségének növekedése alapján a Merloni család úgy döntött, hogy a cég 1986-ban belépjen a tőzsdére.
A Merlonit 1987-ben már jegyzik a tőzsdén, felvásárolta nagy riválisát, a jelentős külföldi képviselettel rendelkező Indesitet, amely az olasz Philco cég 33%-os tulajdonjogával bír.
1988-ban az Ariston és az Indesit brand-el Merloni piaci forgalma elérte az 1.059 milliárd dollárt, ezzel a negyedik legnagyobb európai háztartási gép gyártójaként tartják számon.
A következő évben Merloni megszerzi a francia Scholtés céget, amelyet beleolvaszt saját vállalkozásába.
1990 – ben a Merloni Capital tulajdont szerez a Marcegagliaban – a Merloni acél dob szállítója - 7 százalékos részesedéssel. 1990-ben különböző európai létesítményekben mintegy 6000 alkalmazottja van a cégnek (Franciaországban, Portugáliában, és Oroszországban)
1994-ben Merloni forgalma 1,920 milliárd líra, Európán belüli piaci részesedése pedig 10 százalékos.
A következő évben átveszi a Star SpA (Società Trevigiana Apparecchi Riscaldamento) egyharmadát.
A Merloni, a Conegliano Veneter olasz konyhai elszívókat gyártó cég egészét 2002-ben szerzi meg, majd 2003-ban beolvad a vállalatba.
1999-ben a Fineldo a Merloni családi vállalkozása révén  megvásárolja a Panini címke  gyártót.
2000-ben megszerzi a Philco teljes tulajdonát, illetve Stinolt az első orosz háztartási gépgyártót.
Fabrianoi Vállalat 2002-ben, a Sinudyne megvásárlásával lép be az elektronikai fogyasztó iparba.
2005 februárjában a Merloni Elettrodomestici felvette az Indesit Company nevet. Az Indesit Olaszország határain kívül a legismertebb márkák egyike.
2007 elején az Indesit Társaság elindítja a csoport új márkájának felépítését. Így a Hotpoint és az Ariston összevonásából létrejön a Hotpoint-Ariston márka.
Andrea Merloni 2010-től a Társaság új elnökeként apját Vittoriot követi a vezetésben. Június 9-én a Társaság bejelent egy 120 milliós 2010-2012 re szóló, hároméves beruházást, amely a cég olaszországi jelenlétének megerősítését szolgálja, ezzel egyidőben bezárja két: Brembateben (Bergamo) és Refrontoloban (Treviso) lévő gyáraikat.

## Adatok
2009-ben az Indesit forgalma 2,6 milliárd euró. Az Indesit Társasághoz 16 termelő üzem tartozik, amelyből 8 Olaszországban van (Fabriano, Albacina, Melano, Brembate, Carinaro, Comunanza, Refrontolo és Teverola) és 8 külföldön (Lengyelország, Egyesült Királyság, Oroszország, Törökország) és több mint 16 000 alkalmazottat foglalkoztat.

## Fordítás
- Ez a szócikk részben vagy egészben  az   Indesit című angol Wikipédia-szócikk fordításán alapul.  Az eredeti cikk szerkesztőit annak laptörténete sorolja fel. Ez a jelzés csupán a megfogalmazás eredetét és a szerzői jogokat jelzi, nem szolgál a cikkben szereplő információk forrásmegjelöléseként.

## Külső hivatkozások
- Hivatalos weboldal Archiválva 2010. október 1-i dátummal a Wayback Machine-ben